# Infurcitinea taurus
Infurcitinea taurus is een vlinder uit de familie echte motten (Tineidae). De wetenschappelijke naam is voor het eerst geldig gepubliceerd in 1988 door Gaedike.
De soort komt voor in Europa.